# Igor Gostev
Igor Gostev (en russe Гостев, Игорь Анатольевич) (né le 24 octobre 1985 à Penza) est un athlète russe, spécialiste du sprint. Il appartient à l'Armée russe.

## Meilleures performances
- 60 m en salle :
  - 6 s 6 Moscou 23 déc 2003
  - 6 s 65 Samara 4 fév 2006
- 100 m : 10 s 32 Moscou 29 Jun 2007